# Огорожа під напругою

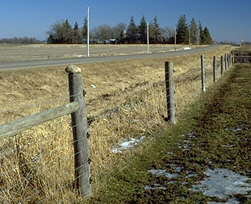
Огорожа під напругою

Огорожа під напругою — огороджувальна споруда під напругою, з матеріалу, що добре проводить напругу.

## Загальний опис
Таку огорожу можна застосовувати у різних цілях, наприклад: огородження загонів скота, охорона об'єктів, охорона закладів позбавлення волі, застосовуватися як фортифікація на полі бою. Розрізняють огорожі з больовою і смертельною напругою. Огорожу під напругою вперше описала 1832 року американська письменниця Фанні Троллоп, довгий час ідея існувала лише в теорії (через важкість застосування) і періодично з'являлась в науково-публіцистичних творах. Окремі спроби практичного застосування закінчувалися невдачею. І тільки на початку 20 століття в силу технічного прогресу почалось практичне використання таких огорож. Найбільше використання огорожі отримали для огородження пасовищ скота, охорони місць позбавлення волі та важливих військових об'єктів. В бойових діях така огорожа не набула поширення. Під час Першої світової війни німецькі окупанти в Бельгії, побудували 300-кілометровий електричний паркан уздовж нідерландсько-бельгійського кордону, який отримав назву "Дріт смерті", для того щоб запобігти тому щоб бельгійські добровольці потрапляли до французької армії. Бойові огорожі під напругою обмежено (епізодично) використовували на фронтах у Першій і Другій світовій війні, але через уразливість електричних систем в бойових умовах і небезпечність для власних військ це не дозволило розповсюдити їх застосування. Натомість такі огорожі отримали широке розповсюдження в сільському господарстві та заповідниках.